# Peugeot Typ 17

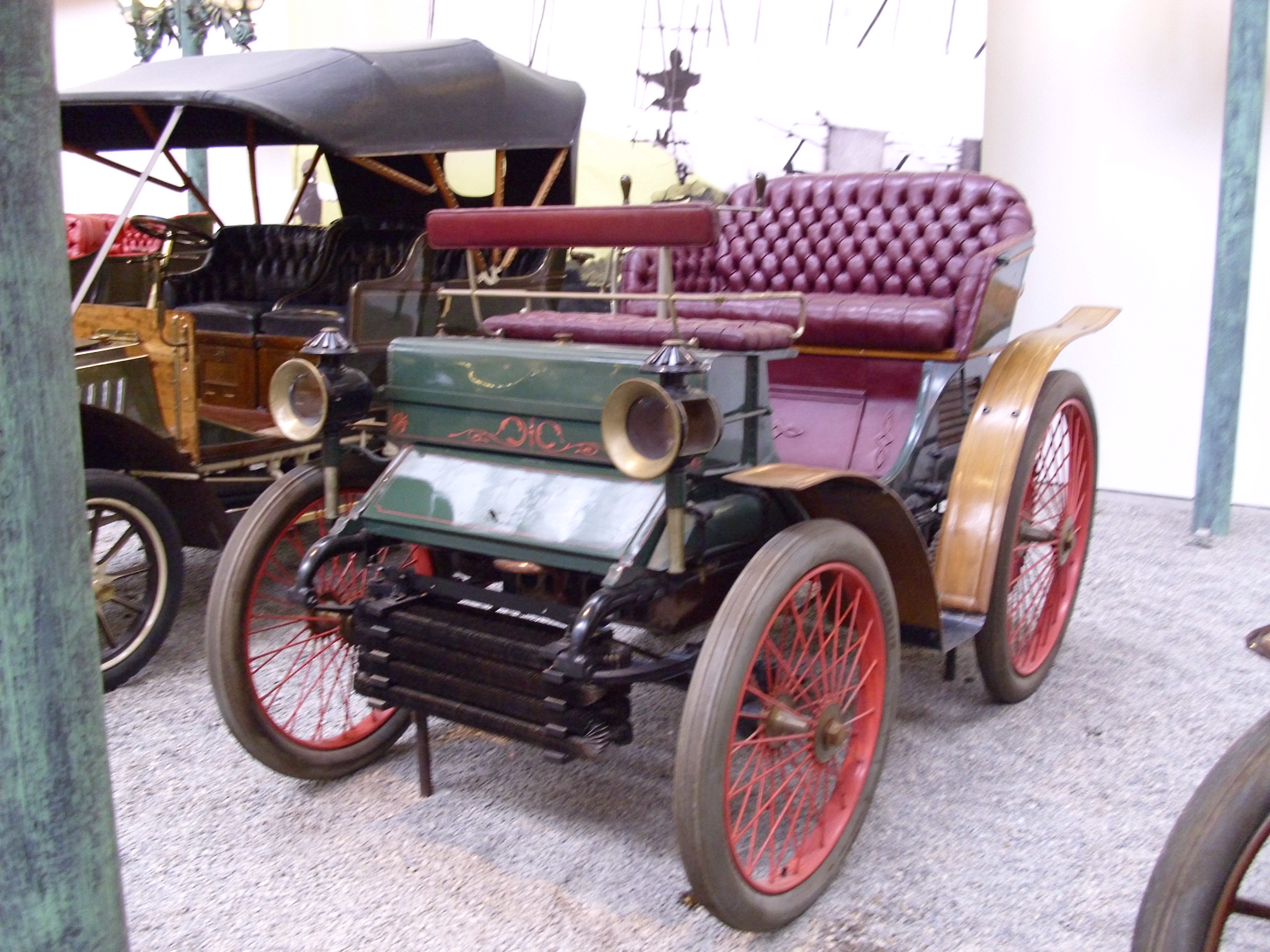
Peugeot Typ 17 von 1898

Der Peugeot Typ 17 ist ein frühes Automodell des französischen Automobilherstellers Peugeot, von dem von 1897 bis 1902 im Werk Audincourt 182 Exemplare produziert wurden.
Die Fahrzeuge besaßen einen Zweizylinder-Viertaktmotor eigener Fertigung, der im Heck liegend angeordnet war und über Kette die Hinterräder antrieb. Der Motor leistete zwischen 5 und 8 PS.
Bei einem Radstand von 150 cm betrug die Fahrzeuglänge 245 cm und die Fahrzeughöhe 150 cm. Die Karosserieform Zweiplätzer bot Platz für zwei Personen, mit Notsitz für drei Personen.